# Герах (Идар-Оберштајн)
Герах (њем. Gerach) општина је у њемачкој савезној држави Рајна-Палатинат. Једно је од 96 општинских средишта округа Биркенфелд. Према процјени из 2010. у општини је живјело 256 становника. Посједује регионалну шифру (AGS) 7134028.

## Географски и демографски подаци
Герах се налази у савезној држави Рајна-Палатинат у округу Биркенфелд. Општина се налази на надморској висини од 391 метра. Површина општине износи 2,3 km². У самом мјесту је, према процјени из 2010. године, живјело 256 становника. Просјечна густина становништва износи 112 становника/km².

## Међународна сарадња
| Мјесто  | Држава               | Врста сарадње | Од    |
| ------- | -------------------- | ------------- | ----- |
| Гојана  | Бразил               | контакт       | 2003. |
|         | Чешка                | партнерство   | 2006. |
| Маргејт | Уједињено Краљевство | партнерство   | 1981. |
|         | Француска            | партнерство   | 1971. |
| Ашикур  | Француска            | партнерство   | 1966. |
| Извор   |                      |               |       |